# نفس
نَفْس در لغت به معنی جان، روح، روان و نشان‌دهندهٔ زنده بودن است. در علوم اسلامی و قرآن، به عنوان جهت‌دهنده حرکت و اندیشه انسان شناخته می‌شود و بسیاری از کردارها و رفتارهای انسان به پیروی از نفس او شکل می‌گیرد. در قرآن به چهار گونه نفس انسانی اشاره شده‌است.
در تعریفی از نفس آمده‌است؛ نفس آن چیزی است که تعیین موجودیت می‌کند در ظاهر و باطن و نشانه‌اش این است که خواسته دارد.گاهی افرادی برای انسان از نفس هم با ارزش‌تر می‌شوند و سودا زندگی آن می‌شوند.
- نفس امّاره (روان بَدفَرما)[۵]: در آیه ۵۳ از سوره یوسف به این نفس اشاره شده‌است. نفس اماره انسان را به سوی کارهای زشت هدایت می‌کند.[۶]
- نفس لَوّامه (روان سرزنشگر): در آیه ۲ سوره قیامت به این نفس اشاره شده‌است. این نفس انسان را به خاطر اعمال زشتی که مرتکب می‌شود، سرزنش می‌کند. از این نفس به وجدان تعبیر شده‌است. بر اثر تکرار کردارهای زشت و گناهان، این نفس کارکرد خود را از دست می‌دهد.
- نفس مُلهَمه (روان الهام‌گیرنده): در آیه ۷ و ۸ سوره شمس به این نفس اشاره شده‌است. این نفس، موجب نوعی پیوند میان انسان و عالم غیب است و از عالم غیب به آن الهام می‌شود.
- نفس مُطمَئنّه (روان بی‌گمان): در آیه ۲۷ سوره فجر، به این نفس اشاره شده‌است. این نفس متصل به خدا است و به واسطه این پیوند، دارای اطمینان است. کسی که این نفس در او بیدار می‌شود، راه و روش خود را می‌یابد و به دنبال یقین حرکت می‌کند.

در نوشته‌های اسلامی گونه‌های دیگری از نفس را نیز ذکر می‌کنند:
- نفس راضیه (روان خرسند): در این مرحله، جان فرد از آن‌چه بر او می‌گذرد خرسند است.
- نفس مَرضیه (روان خرسندی‌یافته): جانی که خدا از او خرسند است.
- نفس صافیه (روان پالوده): جانی که به کمال رسیده‌است.

## دسته بندی انواع نفس
نفس (ذهن)
نفس (صورت خیالی در عالم مثال منفصل که جدای از نفس کل نیست)
نفس (نفس مُدرک)
نفس (نفس ناطقه)
نفس (نفس عارض)
نفس (نفس به لحاظ اخلاقی؛ اماره، لوامه، مطمئنه)
نفس (نفس واحده)

## قوای نفس
از نظر فارابی، نفس دارای پنج قوه است:
1. غاذیه: این قوه که امور مربوط به تغذیه بدن را بر عهده دارد، خود از چند قوه فرعی تشکیل شده‌است: هاضمه، مُنمیه، مولّده، جاذبه، ماسکه، ممیزه و دافعه.
2. حاسه: مقصود از این قوه، همان نیرویی است که به ادراک دیدنی‌ها، شنیدنی‌ها، بوییدنی‌ها، چشیدنی‌ها و لمس کردنی‌ها می‌پردازد.
3. متخیّله: این قوه در صورت‌های حسی تصرف می‌کند و با ترکیب کردن آن‌ها با یکدیگر یا تجزیه‌شان، چیزهایی پدید می‌آورد که ممکن است بهره‌ای از واقعیت نداشته باشند.
4. نزوعیه: نیرویی است که شوق و کراهت را در وجود انسان برمی‌انگیزد و به پدیده‌هایی چون ترس، غضب، خشنودی، فرار و جستجو می‌انجامد.
5. ناطقه: آدمی به یاری این قوه به تعقل می‌پردازد و زشت را از زیبا جدا می‌سازد. این قوه خود به نظری و عملی تقسیم شده‌است.[۸][۹]